# Максима (королева Нідерландів)
Її Королівська Величність королева Нідерландів Максима (нід. koningin Máxima der Nederlanden; до шлюбу Максима Соррег'єта Черруті, ісп. Máxima Zorreguieta Cerruti, нар. 17 травня 1971, Буенос-Айрес) — королева-консорт Нідерландів, дружина короля Віллема-Олександра.

## Життєпис

### Освіта і робота
Максима Соррег'єта народилася в Буенос-Айресі (Аргентина) 17 травня 1971 року. Її батько, Хорхе Соррег'єта, був міністром сільського господарства в уряді аргентинського диктатора Відели, за час правління якого були репресовані тисячі аргентинців. Мати — Марія дель Кармен Черруті де Соррег'єта. Має двох рідних братів, рідну сестру і трьох зведених сестер. Максима виросла в Буенос-Айресі. У 1988 вона закінчила школу Northlands, а потім в 1989 році факультет економіки Католицького Університету Аргентини.
Ще під час навчання в університеті Соррег'єта працювала в Mercado Abierto SA, де проводила дослідження у галузі програмного забезпечення фінансових ринків. З 1992 до 1995 року вона працювала у відділі продажів Boston Securities SA. Також приватно навчала англійської та математики дітей і дорослих.
З липня 1996 до лютого 1998 працювала в банку HSBC James Capel Inc. в Нью-Йорку, де була віцепрезиденткою з продажів у країнах Латинської Америки. Також працювала в банках Dresdner Kleinwort Benson і Deutsche Bank. З травня 2000 до березня 2001 працювала в Представництві Deutsche Bank в Брюсселі.

### Шлюб
У квітні 1999 році принцеса Соррег'єта познайомилась на приватній вечірці в Іспанії з принцом Оранським Віллемом-Олександром. 31 березня 2001 року королева Нідерландів Беатрікс і принц Клаус сповістили про заручини старшого сина й Максими Соррег'єти. 17 травня 2001 року Соррег'єта стала громадянкою Нідерландів. З 1 вересня до 14 листопада 2001 року пара мандрувала містами Нідерландів.
Щоб одружитись, спадкоємцеві престолу було треба дістати офіційний дозвіл парламенту. Багато парламентарів виступали проти шлюбу принца з дочкою міністра режиму диктатора Відели. Дозвіл у підсумку був наданий, але батьків нареченої не було на весіллі.
2 лютого 2002 року пара одружилася цивільно. Церемонію в будівлі Старої Біржі (нід. Beurs van Berlage) провів бургомістр Амстердама Йоб Коген. У той же день повінчалися в Нівекерк за участю єпископа К.A. тер Ліндена. У службі брав участь й аргентинтський пастор Рафаель Браун. Службу правили нідерландською та почасти англійською й іспанською мовами.
Максима Соррег'єта у шлюбі отримала особистий титул Принцеси Нідерландів.
7 грудня 2003 року в лікарні Bronovo в Гаазі Соррег'єта народила дочку принцесу Катаріну-Амалію. Її офіційні титули — принцеса Оранська, принцеса Нідерландів, принцеса Оранська-Нассау. У лінії успадкування престолу вона йде першою. Другу дочку, принцесу Алексію Юліану Марселу Лаурентін, народила 26 червня 2005 року. Вона — друга в лінії успадкування престолу. З 2003 року принц і принцеса з дітьми живуть в маєтку Villa Eikenhorst у селі Вассенаар. 25 вересня 2006 року королівський палац офіційно сповістив про третю вагітність принцеси Максими. 10 квітня 2007 року в лікарні Bronovo в Гаазі народилася принцеса Аріана Вільгельміна Максима Інес, що стала третьою в лінії спадкування.

## Народне визнання
Щорічне опитування 2024 року, опубліковане NOS до Дня короля, показало, що популярність короля Віллема-Олександра незначно зросла з минулого року до 6,6 з 10. Її Королівська Величність королева Нідерландів Максима набрала 7,1 з 10 в опитуванні, проведеному за участю 1015 осіб.

## Нагороди
- Дама Великого хреста Нідерландського лева

### Іноземні
- Великий хрест ордена Корони (Бельгія, 2006)
- Стрічка ордена Ацтекского орла (Мексика, 2009)
- Кавалерка ордена Султана Кабуса 1 класа (Оман, 10 січня 2012)
- Дама Великого хреста ордена Ізабелли Католічки (Іспанія)
- Командорка Великого хреста ордена Полярної зірки (Швеція, 2010)
- Кавалерка ордена Федерації (ОАЕ, 9 січня 2012)